# Douglas Latchford
Pour les articles homonymes, voir Latchford.
Douglas Arthur Joseph Latchford (15 octobre 1931 - 2 août 2020) est un marchand d'art britannique, connu pour son implication dans la contrebande d'antiquités. Actif dans le commerce d'objets d'art pillés provenant du Cambodge, il est une figure controversée dans le monde de l'art asiatique,,.

## Biographie
Latchford est né le 15 octobre 1931 à Mumbai, en Inde, alors partie du Raj britannique. Après avoir terminé ses études au Brighton College en Angleterre, il retourne en Inde peu avant  son indépendance.
Commençant sa carrière dans l'industrie pharmaceutique à Mumbai, Latchford s'installe à Bangkok en 1956. En 1963 il fonde une société de distribution de médicaments. Il devient citoyen thaïlandais en 1968 et adopte un nom thaïlandais, Pakpong Kriangsak à la suite d'un bref mariage avec une femme thaïlandaise.
Latchford est président d'honneur de la Thai Bodybuilding Association de 2016 jusqu'à sa mort.

## Commerce d'antiquités
Personnage controversé, Latchford est principalement connu comme collectionneur d’antiquités cambodgiennes pillées. D'après sa nécrologie dans le New York Times, il est décrit comme « un accumulateur érudit de sculptures et de bijoux khmers dignes des musées». Cependant, The Diplomat souligne sa position prééminente dans le commerce illégal d'antiquités sous le régime des Khmers rouges, "Aucun chiffre n'est aussi important que le pillage massif d'une nation." Néanmoins, le gouvernement cambodgien décerne à Latchford une Grand-Croix de l'Ordre Royal de Monisaraphon en 2008. Il co-écrit trois livres sur les antiquités khmères avec Emma Bunker de l'université de Denver,.
Dans les années 1970, Latchford est l'un des principaux fournisseurs d'art cambodgien, vendant ses œuvres à des musées et à des collections privées en Europe et en Amérique du Nord, notamment au Metropolitan Museum of Art à New York. Il garde les meilleures pièces pour lui et sa collection personnelle rivaliserait, dit-on, avec celle du Musée national du Cambodge. Lorsque sa fille hérite de la collection et en fait don de l'intégralité au Cambodge, elle contient 125 pièces et est évaluée à 50 millions de dollars,.
Latchford est connu pour des antiquités sans provenance claire. Il insiste sur le fait que si les antiquités n’avaient pas été retirées du Cambodge, « elles auraient probablement été abattues pour être utilisées par les Khmers rouges ». En novembre 2019, Latchford, alors dans le coma, est accusé par les procureurs de New York d'avoir falsifié la provenance d'œuvres d'art khmères, mais l'affaire s'arrête avec sa mort.

## Investigations et demandes de restitution
En octobre 2021 des journalistes d'investigation du Royaume-Uni, des États-Unis et d'Australie, en collaboration avec L'International Consortium of Investigative Journalists (l'ICIJ), enquêtent sur les œuvres d'art passées par Latchford dans les musées. L'investigation se concentre sur les livres publiés par Latchford, les dossiers de vente, les dossiers de musée et autres documents pour identifier 27 pièces liées à Latchford dans des collections importantes. Elle met en lumière une douzaine d'œuvres d'art liées à Latchford dans les collections du Metropolitan Museum of Art,ainsi qu'une quinzaine d'autres reliques du Denver Art Museum, du British Museum, du Cleveland Museum of Art et de la National Gallery of Australia,. En décembre 2023, à la suite d'enquêtes réalisées par 60 Minutes, le Metropolitan Museum accepte de restituer 13 autres antiquités cambodgiennes dont Latchford a fait le trafic.
Le reportage enquête également sur les dons et les ventes de collectionneurs et de marchands associés à Latchford, identifiant des œuvres d'art, entre autres, au Brooklyn Museum, à l'Asian Art Museum, à la National Gallery of Australia et à la Art Gallery of NSW. De nombreux musées et galeries répondent aux journalistes et fournissent des déclarations concernant les allégations, bien qu'aucun ne se soit engagé à restituer les œuvres associées à Latchford. La National Gallery of Australia affirme qu'une œuvre liée à Latchford fait l'objet d'une enquête, tandis que le Los Angeles County Museum of Art refuse de répondre aux journalistes.
Deux ans avant la mort de Latchford, sa fille Nawapan Kriangsak entame des discussions pour restituer l'ensemble de la collection, évaluée à plus de 50 millions de dollars, afin qu'elle soit exposée au Musée national du Cambodge sous le nom de Collection Latchford. Le transfert de propriété est achevé le 18 septembre 2020, : Cependant, les progrès dans la restitution de la collection sont bloqués après la publication des Pandora Papers, qui révèlent que la famille a tenté d'éviter de payer les droits de succession britanniques.
En novembre 2021, à la suite de la pression croissante du gouvernement fédéral des États-Unis, le Denver Art Museum accepte de rapatrier volontairement quatre antiquités cambodgiennes en sa possession, dont trois sculptures en grès khmer remontant respectivement aux VIIe et XIIe siècles et une statue de l'âge du fer, la Cloche en bronze de Dong Son.
En 2023 après la longue enquête menée par "Homeland Security Investigations" des États-Unis (HSI) contre Douglas Latchford, une statue volée de la Déesse Durga est remise au Vietnam.
En août 2023, la National Gallery of Australia annonce qu'elle restituerait au Cambodge trois statues achetées à Latchford en 2011. La galerie a payé 1,5 million de dollars pour les statues en bronze d'Avalokiteshvara Padmapani et de ses assistants, déterrées par des pilleurs en 1994. Latchford a insisté sur un accord de non-divulgation avant de transmettre les informations de provenance,.

## Publications sélectionnées
- Adoration et gloire : l'âge d'or de l'art khmer, 2003 (ISBN 978-1588860705)
- Cadeaux d'or khmers pour les dieux, 2008  (ISBN 978-1588860972)
- Bronzes khmers : nouvelles interprétations du passé, 2011  (ISBN 978-1588861115)